# Kanion Szaryński

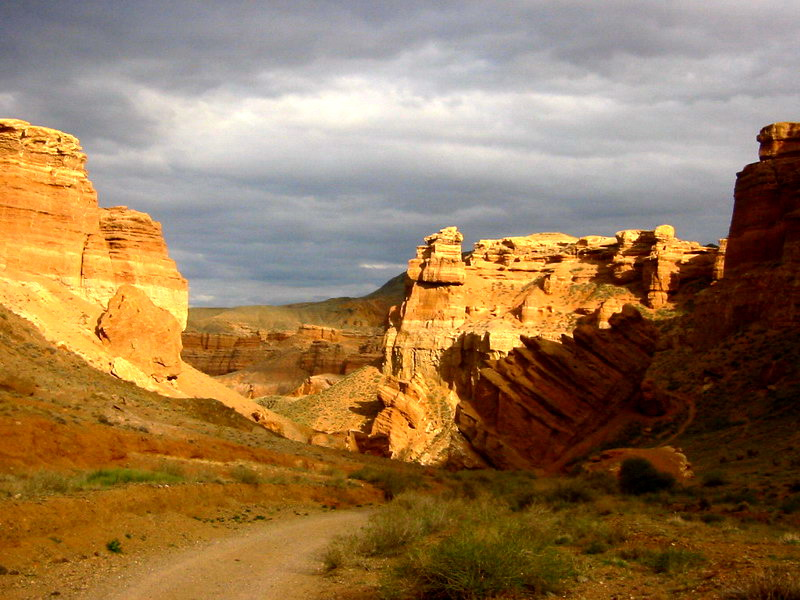
Kanion Czaryński

Kanion Szaryński, Kanion Czaryński (kaz.: Шарын каньоны, Szaryn kanony) – kanion rzeki Szaryn, położony w południowo-wschodnim Kazachstanie, blisko gór Tienszan. Długość kanionu wynosi ok. 150 km, wysokość ścian dochodzi do 200 m. Ostańce piaskowcowe oraz zlepieńcowe przypominają Wielki Kanion Kolorado. Położenie: 43°21'11.30"N, 79° 4'38.49"E.